# Rudolf Ismayr
Rudolf Ismayr (* 14. Oktober 1908 in Landshut; † 9. Mai 1998 in Marquartstein) war ein deutscher Gewichtheber. Er wurde 1932 Olympiasieger im Mittelgewicht. 

## Leben
Ismayr wuchs in Landshut und Deggendorf auf, betätigte sich als Jugendlicher mit Schwimmen, Leichtathletik, Turnen, trat erst mit 16 Jahren 1924 dem TV Deggendorf (seit 1947 TSV) bei und fing dort mit Boxen und Gewichtheben an. Bald erkannte der damalige Reichstrainer Josef Zimmermann sein außerordentliches Talent für das Gewichtheben und nahm ihn unter seine Fittiche. Nach dem Abitur ging Ismayr 1928 zum Studium nach München, trat zuerst dem TSV 1860 und dann dem SC Roland München, dem Verein Zimmermanns, bei. Ab 1930 steigerte er durch intensives Training seine Leistungen sprunghaft und erreichte die deutsche und internationale Spitzenklasse, in der er bis zu Beginn des Zweiten Weltkrieges blieb. Erfolg reihte sich an Erfolg. Bei den Olympischen Spielen in Los Angeles 1932 schloss er Freundschaft mit den amerikanischen Gewichthebern, allen voran dem späteren Olympiasieger Anthony Terlazzo und unterstützte diese von da an mit wertvollen Trainingshinweisen. In Deutschland holte er 1934 den hochtalentierten Bamberger Josef Manger nach Freising, wo er inzwischen sesshaft geworden war und bei der SpVgg Freising eine Gewichtheberabteilung aufbaute. Er machte Manger innerhalb weniger Monate zum Weltklasse-Gewichtheber, Olympiasieger und Welt- und Europameister.
1936 sprach er bei den Olympischen Spielen in Berlin den olympischen Eid.
Beruflich war er als Volljurist im bayerischen Staatsdienst beschäftigt. Am 13. Juli 1937 beantragte er die Aufnahme in die NSDAP und wurde rückwirkend zum 1. Mai desselben Jahres aufgenommen (Mitgliedsnummer 4.823.043). Von 1940 bis 1945 leistete er Kriegsdienst und war bis Herbst 1946 in britischer Kriegsgefangenschaft. Danach wieder im Staatsdienst, engagierte er sich als Friedenskämpfer und Atomwaffengegner und machte sich damit bei den Politikern in Bonn und München unbeliebt. Er kandidierte bei der Bundestagswahl 1957 für den Bund der Deutschen und bei den Bundestagswahlen 1961 und 1965 für die Deutsche Friedens-Union. Später wurde er Mitglied der DKP.
Ismayr hatte mit der Schauspielerin Christa Caporicci, mit der er nicht verheiratet war, eine gemeinsame Tochter, die Schauspielerin Christa Berndl.
Die Stadt Landshut hat nach ihm den „Rudolf-Ismayr-Weg“ benannt, die Gemeinde Neufahrn bei Freising eine Straße.

### Internationale Erfolge
| Jahr | Platz  | Wettbewerb        | Wettkampfart | Gewichtsklasse | Ergebnisse |
| 1930 | 7.     | EM in München     | OD           | Mittel         | mit 232,5 kg (00-100-132,5), im beidarmigen Drücken unterliefen ihm 3 Fehlversuche; Sieger: Kurt Helbig, Deutschland, 337,5 kg (92,5-105-140)                                                           |
| 1931 | 1.     | EM in Luxemburg   | OD           | Mittel         | mit 342,5 kg (100-105-137,5), vor Carlo Galimberti, Italien, 332,5 (102.5, 97.5, 122.5) und Arafa, Ägypten, 327,5 kg (102.5, 100.0, 125.0)                                                              |
| 1932 | Gold   | OS in Los Angeles | OD           | Mittel         | mit 345 kg (105–107,5–132,5), vor Galimberti, 340 kg (105.0, 97.5, 130.0) und Karl Hipfinger, Österreich, 337,5 kg (90.0, 107.5, 140.0)                                                                 |
| 1933 | 2.     | EM in Essen       | FK           | Mittel         | mit 492,5 kg (75.0, 77.5, 100.0, 100.0, 140.0), hinter Pierre Alleene, Frankreich, 497,5 kg (77.5, 87.5, 87.5, 107.5, 137.5) und vor Eugen Jordan, Deutschland, 470 kg (77.5, 72.5, 90.0, 100.0, 130.0) |
| 1934 | 1.     | EM in Genua       | OD           | Mittel         | mit 347,5 kg (102,5-105-140), vor Theodor Heizmann, Österreich, 332,5 kg (90.0, 105.0, 137.5) kg und Karl Hipfinger, 330 kg (90.0, 102.5, 137.5)                                                        |
| 1935 | 1.     | EM in Paris       | OD           | Mittel         | mit 360 kg (105-110-145), vor Hans Gottschalk, Deutschland, 345 kg (92.5, 110.0, 142.5) und Lepreux, Frankreich, 330 (95.0, 105.0, 130.0)                                                               |
| 1936 | Silber | OS in Berlin      | OD           | Mittel         | mit 352,5 kg (107,5-102,5–142,5), hinter Khadr Sayed El Touni, Ägypten, 387,5 kg (117.5, 120.0, 150.0) und vor Adolf Wagner (Gewichtheber), Deutschland, 352,5 kg (97.5, 112.5, 142.5)                  |
| 1938 | 2.     | WM in Wien        | OD           | Mittel         | mit 362,5 kg (107.5, 105.0, 147.5) kg, hinter Adolf Wagner, 367,5 (110.0, 112.5, 145.0) und vor John Terpak, USA, 360 kg (105.0, 112.5, 140.0)                                                          |

Erläuterungen
- OS = Olympische Spiele, WM = Weltmeisterschaften, EM = Europameisterschaften
- Mittelgewicht, Gewichtsklasse bis 75 kg, Halbschwergewicht bis 82,5 kg Körpergewicht
- OD = olympischer Dreikampf, bestehend aus beidarmigem Drücken, Reißen und Stoßen
- VK = Vierkampf, bestehend aus einarmigem Reißen und beidarmigem Drücken, Reißen und Stoßen
- FK = Fünfkampf, bestehend aus einarmigem Reißen rechts, einarmigem Reißen links und beidarmigem Drücken, Reißen und Stoßen

### Länderkämpfe
- 1938 in Baltimore USA-Deutschland, OD,Mi: Terpak 367,5 kg – Ismayr 360 kg,
- 1938 in New York USA-Deutschland, OD, Mi: Terpak 362,5 kg – Ismayr 360 kg,
- 1938 in München Deutschland-USA, OD, HS: Ismayr 375 kg – John Davis (Gewichtheber) 390 kg,
- 1938 in Essen Deutschland-USA, OD, HS: Ismayr 367,5 kg – Davis 380 kg (Ismayr als Mittelgewichtler im HS).

### Erfolge bei deutschen Meisterschaften
- 1930 2. Platz mit 312,5 kg, OD, Mi, hinter Kurt Helbig, Plauen, 325 kg;
- 1931 1. Platz mit 340 kg, OD, Mi, vor Willi Hoffmann, Magdeburg, 317,5 kg;
- 1932 1. Platz mit 337,5 kg, OD, Mi, vor Eugen Deutsch, Augsburg, 327,5 kg;
- 1933 1. Platz mit 500 kg, FK, Mi, vor Jordan, Cannstatt, 465 kg;
- 1934 1. Platz mit 510 kg, FK, Mi, vor Hans Gottschalk, Essen, 495 kg;
- 1935 1. Platz mit 347,5 kg, OD, Mi, vor Hans Gottschalk, 340 kg;
- 1936 3. Platz mit 355 kg, OD,Mi, hinter Adolf Wagner, Essen, 362,5 kg und Helmut Opschruf, Trier, 357,5 kg;
- 1937 1. Platz mit 362,5 kg, OD, Mi, vor Wagner, 350 kg;
- 1938 2. Platz mit 350 kg, OD, Mi, hinter Wagner, 355 kg;
- 1939 1. Platz mit 372,5 kg, OD, Mi, vor Wagner, 367,5 kg;
- 1940 2. Platz mit 347,5 kg, OD, Mi, hinter Hans Valla, Wien, 350 kg;
- 1942 2. Platz mit 340 kg, OD, Mi, hinter Hans Claussen, Lübeck, 350 kg;
- 1943 2. Platz mit 325 kg, OD, Mi, hinter Claussen, 337,5 kg;
- 1950 2. Platz mit 390 kg, VK, Mi, hinter Hans Schiweck, Berlin, 395 kg;
- 1952 2. Platz mit 317,5 kg, OD, Mi, hinter Wagner, 330 kg.

### Weltrekorde
- 1930 110 kg im beidarmigen Reißen,
- 1930 112,5 kg im beidarmigen Reißen
- 1931 340 kg im olympischen Dreikampf,
- 1931 342,5 kg im olympischen Dreikampf,
- 1932 106,5 kg im beidarmigen Drücken,
- 1932 352,5 kg im olympischen Dreikampf
- 1933 108 kg im beidarmigen Drücken,
- 1933 144 kg im beidarmigen Stoßen
- 1935 110 kg im beidarmigen Drücken,
- 1935 145 kg im beidarmigen Stoßen,
- 1935 360 kg im olympischen Dreikampf,
- 1936 112,5 kg im beidarmigen Drücken,
- 1936 367,5 kg im olympischen Dreikampf,
- 1938 Europarekord im olympischen Dreikampf mit 375 kg.

Daneben erzielte Ismayr noch 2 olympische Rekorde und 19 deutsche Rekorde.